# سنديان قيثاري
سنديان قيثاري (الاسم العلمي: Quercus lyrata) نوع نبات من جنس السنديان وفصيلة الزانية. موطنها الأراضي الرطبة المنخفضة في شرق وجنوب وسط الولايات المتحدة، وفي جميع الولايات الساحلية من ولاية نيو جيرسي إلى ولاية تكساس، في الداخل بقدر أقل اوكلاهوما وميسوري وإلينوي. هناك تقارير تاريخية عن نموه في ولاية أيوا، ولكن يبدو أن الأنواع قد تم استئصالها هناك.